# Copa Chile 2017
La Copa Chile 2017 (Copa Chile MTS 2017 por razones de patrocinio) fue la 38.º versión del tradicional torneo de copa entre clubes de Chile. En el torneo participan 32 equipos de 2 categorías distintas (Primera División y Primera B), quienes buscarán el cupo de Chile 3, para la Copa Conmebol Libertadores 2018 y el cupo de Chile 4, para la Copa Conmebol Sudamericana 2018.
La final, disputada en el Estadio Ester Roa Rebolledo de Concepción el 11 de noviembre de 2017, enfrentó a Universidad de Chile y a Santiago Wanderers, y se saldó con victoria del equipo "caturro" por 3-1. De esta forma, Santiago Wanderers alcanzó su tercer título copero, además de tener el derecho a participar en la Copa Libertadores 2018, en calidad de Chile 3 y jugar la Supercopa de Chile 2018 contra Colo Colo campeón del Torneo Transición 2017. Previamente, el equipo dirigido por Nicolás Córdova había eliminado a Cobresal en la primera fase, a O'Higgins en octavos de final, a Iberia en cuartos y a Huachipato en semifinales.

## Modalidad
La Copa Chile 2017 se juega con sistema de eliminación directa, al estilo europeo, con la excepción que se juega a 2 partidos (ida y vuelta). En la primera ronda se emparejan los 16 equipos de Primera B, con los 16 de la Primera División. La primera etapa, que emparejan a los equipos de la Primera B con los de la Primera División, se jugará con criterio geográfico, donde los clubes de menor categoría juegan como local en la ida. A partir de los octavos de final, siguen el orden del cuadro principal, sin importar el criterio geográfico.

## Premios
El equipo que se corone Campeón de esta edición, ganará el derecho de competir en la Copa Conmebol Libertadores Bridgestone 2018 como "Chile 3". Además, se gana el derecho de jugar la Supercopa de Chile 2018, donde se enfrentará al mejor campeón de la Primera A 2018. En cambio, el Subcampeón de la Copa Chile, ganará su clasificación a Copa Conmebol Sudamericana 2018 como Chile 4.

## Árbitros
Estos son los árbitros que impartirán justicia, en la presente edición de la Copa Chile MTS. Podrían sumarse árbitros de la Segunda División Profesional y de ANFA.
| Árbitros           | Edad    | División | Categoría |
| ------------------ | ------- | -------- | --------- |
| Claudio Aranda     | 52 años | 1°B      |           |
| Franco Arrué       | 46 años | 1°       |           |
| Cristián Andaur    | 45 años | 1°       |           |
| Julio Bascuñán     | 46 años | 1°       |           |
| Patricio Blanca    | 43 años | 1°B      |           |
| José Cabero        | 40 años | 1°B      |           |
| René De la Rosa    | 52 años |          |           |
| César Deischler    | 48 años | 1°       |           |
| Eduardo Gamboa     | 48 años | 1°       |           |
| Nicolás Gamboa     | 37 años | 1°B      |           |
| Francisco Gilabert | 42 años | 1°       |           |
| Felipe González    | 45 años | 1°       |           |
| Marcelo González   | 45 años | 1°B      |           |
| Angelo Hermosilla  | 46 años | 1°       |           |
| Marcelo Jeria      | 42 años | 1°B      |           |
| Héctor Jona        | 42 años | 1°B      |           |
| Piero Maza         | 40 años | 1°       |           |
| Nicolás Muñoz      | 40 años | 1°B      |           |
| Omar Oporto        | 41 años | 1°B      |           |
| Jorge Osorio       | 47 años | 1°       |           |
| Cristián Pavez     | 45 años | 1°B      |           |
| Christian Rojas    | 49 años | 1°B      |           |
| Carlos Rumiano     | 48 años | 1°B      |           |
| Roberto Tobar      | 46 años | 1°       |           |
| Rafael Troncoso    | 47 años | 1°       |           |
| Carlos Ulloa       | 49 años | 1°       |           |

## Equipos participantes

### Equipos por región
| Equipo                    | Región             | Comuna o ciudad          |
| ------------------------- | ------------------ | ------------------------ |
| San Marcos de Arica       | Arica y Parinacota | Arica                    |
| Deportes Iquique          | Tarapacá           | Iquique                  |
| Deportes Antofagasta      | Antofagasta        | Antofagasta              |
| Cobreloa                  | Antofagasta        | Calama                   |
| Cobresal                  | Atacama            | El Salvador              |
| Deportes Copiapó          | Atacama            | Copiapó                  |
| Coquimbo Unido            | Coquimbo           | Coquimbo                 |
| Deportes La Serena        | Coquimbo           | La Serena                |
| Everton                   | Valparaíso         | Viña del Mar             |
| San Luis de Quillota      | Valparaíso         | Quillota                 |
| Santiago Wanderers        | Valparaíso         | Valparaíso               |
| Unión La Calera           | Valparaíso         | La Calera                |
| Unión San Felipe          | Valparaíso         | San Felipe               |
| Audax Italiano            | Metropolitana      | Santiago (La Florida)    |
| Barnechea                 | Metropolitana      | Santiago (Lo Barnechea)  |
| Colo-Colo                 | Metropolitana      | Santiago (Macul)         |
| Palestino                 | Metropolitana      | Santiago (La Cisterna)   |
| Unión Española            | Metropolitana      | Santiago (Independencia) |
| Universidad Católica      | Metropolitana      | Santiago (Las Condes)    |
| Universidad de Chile      | Metropolitana      | Santiago (Nuñoa)         |
| Magallanes                | Metropolitana      | Santiago (San Bernardo)  |
| Santiago Morning          | Metropolitana      | Santiago (Maipú)         |
| O'Higgins                 | O'Higgins          | Rancagua                 |
| Curicó Unido              | Maule              | Curicó                   |
| Rangers                   | Maule              | Talca                    |
| Huachipato                | Biobío             | Talcahuano               |
| Universidad de Concepción | Biobío             | Concepción               |
| Ñublense                  | Biobío             | Chillán                  |
| Iberia                    | Biobío             | Los Ángeles              |
| Deportes Temuco           | Araucanía          | Temuco                   |
| Deportes Valdivia         | Los Ríos           | Valdivia                 |
| Deportes Puerto Montt     | Los Lagos          | Puerto Montt             |

| Barnechea Audax Italiano Universidad de Chile Colo-Colo Universidad Católica Unión Española Palestino Magallanes Santiago Morning |

### Información de los equipos

#### Primera División (16)
| Equipo                    | Entrenador            | Estadio Principal                | Capacidad | Marca        | Espónsor Principal |
| Audax Italiano            | Hugo Vilches          | Bicentenario de La Florida       | 12.000    | Macron       | Traverso           |
| Colo-Colo                 | Pablo Guede           | Monumental                       | 47.000    | Under Armour | DirecTV            |
| Curicó Unido              | Luis Marcoleta        | La Granja                        | 8.278     | OneFit       | Multihogar         |
| Deportes Antofagasta      | Nicolás Larcamón      | Bicentenario Calvo y Bascuñán    | 21.000    | Cafu         | Escondida          |
| Deportes Iquique          | Jaime Vera            | Tierra de Campeones              | 12.000    | Rete         | UNAP               |
| Deportes Temuco           | Dalcio Giovagnoli     | Bicentenario Germán Becker       | 18.500    | Joma         | Rosen              |
| Everton                   | Pablo Sánchez         | Sausalito                        | 23.500    | Pirma        | Fox Sports Chile   |
| Huachipato                | César Vigevani        | Huachipato-CAP Acero             | 10.500    | Mitre        | PF                 |
| O'Higgins                 | Gabriel Milito        | El Teniente                      | 15.500    | New Balance  | VTR                |
| Palestino                 | Germán Cavalieri      | Municipal de La Cisterna         | 10.000    | Training     | Bank Of Palestine  |
| San Luis                  | Miguel Ramírez        | Lucio Fariña Fernández           | 7.703     | Luanvi       | PF                 |
| Santiago Wanderers        | Nicolás Córdova       | Elías Figueroa Brander           | 23.000    | Macron       | TPS                |
| Unión Española            | Martín Palermo        | Santa Laura Universidad-SEK      | 22.000    | Kappa        | Universidad SEK    |
| Universidad Católica      | Mario Salas           | San Carlos de Apoquindo          | 15.000    | Umbro        | DirecTV            |
| Universidad de Chile      | Ángel Guillermo Hoyos | Nacional Julio Martínez Prádanos | 48.000    | Adidas       | Chevrolet          |
| Universidad de Concepción | Francisco Bozán       | Alcaldesa Ester Roa Rebolledo    | 30.500    | KS7          | UdeC               |

#### Primera B (16)
| Equipo                | Entrenador        | Estadio Principal          | Capacidad | Marca                 | Espónsor Principal |
| Barnechea             | Arturo Norambuena | Municipal de Lo Barnechea  | 3.000     | Mitre                 |                    |
| Cobreloa              | José Sulantay     | Zorros del Desierto        | 13.000    | Macron                | Finning CAT        |
| Cobresal              | Rubén Vallejos    | El Cobre                   | 20.000    | Lotto                 | PF                 |
| Coquimbo Unido        | Patricio Graff    | Francisco Sánchez Rumoroso | 18.000    | Icone Sports          | TPC                |
| Deportes Copiapó      | Erwin Durán       | Nelson Rojas               | 3.000     | OneFit                | Aguas Chañar       |
| Deportes La Serena    | Jaime García      | La Portada                 | 18.243    | Luanvi                | La Alpina          |
| Deportes Puerto Montt | Óscar Correa      | Chinquihue                 | 11.000    | KS7                   | PF                 |
| Deportes Valdivia     | Claudio Rojas     | Parque Municipal           | 5.397     | OneFit                | AFP Modelo         |
| Iberia                | Luis Landeros     | Municipal de Los Ángeles   | 4.150     | Training Professional | VTR                |
| Magallanes            | Hugo Balladares   | Municipal de San Bernardo  | 3.500     | KS7                   | Besalco            |
| Ñublense              | Emiliano Astorga  | Nelson Oyarzún Arenas      | 12.000    | Select                | Iansa              |
| Rangers               | Luis Guajardo     | Fiscal de Talca            | 8.324     | Training Professional | PF                 |
| San Marcos de Arica   | Ariel Pereyra     | Carlos Dittborn            | 10.000    | KS7                   | TPA                |
| Santiago Morning      | Hernán Godoy      | Municipal de La Pintana    | 6.000     | Training Professional | Finasur            |
| Unión La Calera       | Víctor Rivero     | Lucio Fariña Fernández     | 7.703     | KS7                   |                    |
| Unión San Felipe      | Damián Ayude      | Lucio Fariña Fernández     | 10.000    | KS7                   | PF                 |

## Primera fase
Los 16 equipos de la Primera B, se enfrentarán ante los 16 clubes de la Primera División. Previamente, a cada llave de dos equipos se le asignó por sorteo un número del 1 al 16. Se juegan partidos de ida y vuelta (donde en el partido de vuelta, el equipo de mayor categoría ejerce de local) y los 16 clasificados avanzarán al Cuadro Principal (conservando el número de la llave asignada), en la ronda de octavos de final.
| Ida   | Ida | Ida                   | Ida | Ida                       | Ida | Ida                        | Ida                | Ida         | Ida   | Ida |
| Llave |     | Local                 | Resultado                                                                                               | Visitante                 |     | Estadio                    | Árbitro            | Fecha       | Hora  | TV  |
| ----- | --- | --------------------- | --- | ------------------------- | --- | -------------------------- | ------------------ | ----------- | ----- | --- |
| 8     |     | Rangers               | 0 - 1 (enlace roto disponible en Internet Archive; véase el historial, la primera versión y la última). | Universidad Católica      |     | Fiscal de Talca            | Piero Maza         | 9 de julio  | 12:00 |     |
| 6     |     | Deportes La Serena    | 4 - 1 Archivado el 18 de octubre de 2017 en Wayback Machine.                                            | Colo-Colo                 |     | La Portada                 | Jorge Osorio       | 9 de julio  | 15:30 |     |
| 16    |     | Deportes Valdivia     | 1 - 2 (enlace roto disponible en Internet Archive; véase el historial, la primera versión y la última). | Huachipato                |     | Parque Municipal           | Cristián Andaur    | 9 de julio  | 15:30 |     |
| 2     |     | Barnechea             | 1 - 2 (enlace roto disponible en Internet Archive; véase el historial, la primera versión y la última). | Audax Italiano            |     | Municipal de Lo Barnechea  | Felipe Jara        | 14 de julio | 19:00 |     |
| 7     |     | Cobresal              | 2 - 0 (enlace roto disponible en Internet Archive; véase el historial, la primera versión y la última). | Santiago Wanderers        |     | El Cobre                   | Christian Rojas    | 15 de julio | 15:30 |     |
| 1     |     | Deportes Puerto Montt | 0 - 0 (enlace roto disponible en Internet Archive; véase el historial, la primera versión y la última). | Deportes Temuco           |     | Chinquihue                 | Piero Maza         | 15 de julio | 18:00 |     |
| 13    |     | Unión La Calera       | 1 - 1 Archivado el 18 de octubre de 2017 en Wayback Machine.                                            | Palestino                 |     | Lucio Fariña Fernández     | Felipe González    | 15 de julio | 20:45 |     |
| 10    |     | Coquimbo Unido        | 3 - 2 Archivado el 18 de octubre de 2017 en Wayback Machine.                                            | Everton                   |     | Francisco Sánchez Rumoroso | Julio Bascuñán     | 16 de julio | 12:00 |     |
| 14    |     | Ñublense              | 0 - 2 Archivado el 18 de octubre de 2017 en Wayback Machine.                                            | Universidad de Chile      |     | Nelson Oyarzún Arenas      | Héctor Jona        | 16 de julio | 15:30 |     |
| 5     |     | Iberia                | 2 - 0 (enlace roto disponible en Internet Archive; véase el historial, la primera versión y la última). | Universidad de Concepción |     | Municipal de Los Ángeles   | Patricio Polic     | 16 de julio | 15:30 |     |
| 4     |     | San Marcos de Arica   | 2 - 0 (enlace roto disponible en Internet Archive; véase el historial, la primera versión y la última). | Deportes Iquique          |     | Carlos Dittborn            | Eduardo Gamboa     | 16 de julio | 16:00 |     |
| 15    |     | Cobreloa              | 0 - 1 (enlace roto disponible en Internet Archive; véase el historial, la primera versión y la última). | Deportes Antofagasta      |     | Zorros del Desierto        | Francisco Gilabert | 16 de julio | 16:00 |     |
| 9     |     | Deportes Copiapó      | 2 - 1 (enlace roto disponible en Internet Archive; véase el historial, la primera versión y la última). | San Luis                  |     | Nelson Rojas               | Omar Oporto        | 16 de julio | 16:00 |     |
| 12    |     | Unión San Felipe      | 1 - 2 Archivado el 18 de octubre de 2017 en Wayback Machine.                                            | Unión Española            |     | Lucio Fariña Fernández     | Rafael Troncoso    | 16 de julio | 18:00 |     |
| 11    |     | Magallanes            | 1 - 1 (enlace roto disponible en Internet Archive; véase el historial, la primera versión y la última). | Curicó Unido              |     | Municipal de San Bernardo  | Benjamín Saravia   | 18 de julio | 15:00 |     |
| 3     |     | O'Higgins             | 1 - 3 (enlace roto disponible en Internet Archive; véase el historial, la primera versión y la última). | Santiago Morning          |     | El Teniente                | Jorge Osorio       | 22 de julio | 16:00 |     |

| Vuelta | Vuelta | Vuelta                    | Vuelta                                                                                                  | Vuelta                | Vuelta | Vuelta                      | Vuelta             | Vuelta      | Vuelta | Vuelta |
| Llave  |        | Local                     | Resultado                                                                                               | Visitante             |        | Estadio                     | Árbitro            | Fecha       | Hora   | TV     |
| ------ | ------ | ------------------------- | --- | --------------------- | ------ | --------------------------- | ------------------ | ----------- | ------ | ------ |
| 7      |        | Santiago Wanderers        | 3 - 0 Archivado el 18 de octubre de 2017 en Wayback Machine.                                            | Cobresal              |        | Elías Figueroa Brander      | Eduardo Gamboa     | 21 de julio | 19:30  |        |
| 10     |        | Everton                   | 1 - 1 Archivado el 18 de octubre de 2017 en Wayback Machine.                                            | Coquimbo Unido        |        | Sausalito                   | Francisco Gilabert | 22 de julio | 12:00  |        |
| 12     |        | Unión Española            | 0 - 1 Archivado el 3 de agosto de 2017 en Wayback Machine. (4:5 p.)                                     | Unión San Felipe      |        | Santa Laura Universidad-SEK | Cristián Andaur    | 22 de julio | 15:00  |        |
| 1      |        | Deportes Temuco           | 2 - 0 (enlace roto disponible en Internet Archive; véase el historial, la primera versión y la última). | Deportes Puerto Montt |        | Germán Becker               | César Deischler    | 22 de julio | 15:00  |        |
| 16     |        | Huachipato                | 4 - 0 (enlace roto disponible en Internet Archive; véase el historial, la primera versión y la última). | Deportes Valdivia     |        | Huachipato-CAP Acero        | Rafael Troncoso    | 22 de julio | 15:00  |        |
| 9      |        | San Luis                  | 2 - 0 (enlace roto disponible en Internet Archive; véase el historial, la primera versión y la última). | Deportes Copiapó      |        | Lucio Fariña Fernández      | Angelo Hermosilla  | 22 de julio | 17:00  |        |
| 14     |        | Universidad de Chile      | 2 - 0 Archivado el 3 de agosto de 2017 en Wayback Machine.                                              | Ñublense              |        | Nacional Julio Martínez     | Piero Maza         | 22 de julio | 18:00  |        |
| 11     |        | Curicó Unido              | 1 - 0 Archivado el 3 de agosto de 2017 en Wayback Machine.                                              | Magallanes            |        | La Granja                   | Fabián Aracena     | 22 de julio | 18:00  |        |
| 5      |        | Universidad de Concepción | 0 - 2 (enlace roto disponible en Internet Archive; véase el historial, la primera versión y la última). | Iberia                |        | Ester Roa Rebolledo         | Christian Rojas    | 22 de julio | 18:30  |        |
| 2      |        | Audax Italiano            | 4 - 1 (enlace roto disponible en Internet Archive; véase el historial, la primera versión y la última). | Barnechea             |        | Bicentenario de La Florida  | Claudio Aranda     | 22 de julio | 20:00  |        |
| 4      |        | Deportes Iquique          | 1 - 0 (enlace roto disponible en Internet Archive; véase el historial, la primera versión y la última). | San Marcos de Arica   |        | Municipal de Cavancha       | Patricio Polic     | 23 de julio | 12:00  |        |
| 13     |        | Palestino                 | 2 - 1 Archivado el 18 de octubre de 2017 en Wayback Machine.                                            | Unión La Calera       |        | Municipal de La Cisterna    | Roberto Tobar      | 23 de julio | 15:30  |        |
| 15     |        | Deportes Antofagasta      | 1 - 1 (enlace roto disponible en Internet Archive; véase el historial, la primera versión y la última). | Cobreloa              |        | Calvo y Bascuñán            | Felipe González    | 23 de julio | 16:00  |        |
| 3      |        | Santiago Morning          | 0 - 3 Archivado el 3 de agosto de 2017 en Wayback Machine.                                              | O'Higgins             |        | Municipal de La Pintana     | Eduardo Gamboa     | 2 de agosto | 15:30  |        |
| 6      |        | Colo-Colo                 | 4 - 0 Archivado el 3 de agosto de 2017 en Wayback Machine.                                              | Deportes La Serena    |        | Monumental                  | Patricio Polic     | 2 de agosto | 20:00  |        |
| 8      |        | Universidad Católica      | 3 - 1 Archivado el 10 de agosto de 2017 en Wayback Machine.                                             | Rangers               |        | San Carlos de Apoquindo     | César Deischler    | 9 de agosto | 20:00  |        |

## Fase Final

### Cuadro Principal
|  | Octavos de final               | Octavos de final               | Octavos de final               | Octavos de final               | Octavos de final               |   |       | Cuartos de final                | Cuartos de final                | Cuartos de final                | Cuartos de final                | Cuartos de final                |  |    | Semifinales                   | Semifinales                   | Semifinales                   | Semifinales                   | Semifinales                   |  |                      | Final                | Final           | Final           |  |
|  | 23 de agosto - 6 de septiembre | 23 de agosto - 6 de septiembre | 23 de agosto - 6 de septiembre | 23 de agosto - 6 de septiembre | 23 de agosto - 6 de septiembre |   |       | 13 de septiembre - 9 de octubre | 13 de septiembre - 9 de octubre | 13 de septiembre - 9 de octubre | 13 de septiembre - 9 de octubre | 13 de septiembre - 9 de octubre |  |    | 18 de octubre - 25 de octubre | 18 de octubre - 25 de octubre | 18 de octubre - 25 de octubre | 18 de octubre - 25 de octubre | 18 de octubre - 25 de octubre |  |                      | 11 de noviembre      | 11 de noviembre | 11 de noviembre |  |
|  |                                |                                |                                |                                |                                |   |       |                                 |                                 |                                 |                                 |                                 |  |    |                               |                               |                               |                               |                               |  |                      |                      |                 |                 |  |
|  |                                |                                |                                |                                |                                |   |       |                                 |                                 |                                 |                                 |                                 |  |    |                               |                               |                               |                               |                               |  |                      |                      |                 |                 |  |
|  | 4                              | San Marcos de Arica            | 0                              | 2                              | 2                              |   |       |                                 |                                 |                                 |                                 |                                 |  |    |                               |                               |                               |                               |                               |  |                      |                      |                 |                 |  |
|  | 4                              | San Marcos de Arica            | 0                              | 2                              | 2                              |   |       |                                 |                                 |                                 |                                 |                                 |  |    |                               |                               |                               |                               |                               |  |                      |                      |                 |                 |  |
|  | 15                             | Deportes Antofagasta           | 4                              | 4                              | 8                              |   |       |                                 |                                 |                                 |                                 |                                 |  |    |                               |                               |                               |                               |                               |  |                      |                      |                 |                 |  |
|  | 15                             | Deportes Antofagasta           | 4                              | 4                              | 8                              |   | 15    | Deportes Antofagasta            | 1                               | 0                               | 1 (4)                           |                                 |  |    |                               |                               |                               |                               |                               |  |                      |                      |                 |                 |  |
|  |                                |                                |                                |                                |                                |   | 15    | Deportes Antofagasta            | 1                               | 0                               | 1 (4)                           |                                 |  |    |                               |                               |                               |                               |                               |  |                      |                      |                 |                 |  |
|  |                                |                                | 11                             | Curicó Unido                   | 1                              | 0 | 1 (2) |                                 |                                 |                                 |                                 |                                 |  |    |                               |                               |                               |                               |                               |  |                      |                      |                 |                 |  |
|  | 11                             | Curicó Unido                   | 11                             | Curicó Unido                   | 1                              | 0 | 1 (2) | 2                               | 2                               | 4                               |                                 |                                 |  |    |                               |                               |                               |                               |                               |  |                      |                      |                 |                 |  |
|  | 11                             | Curicó Unido                   |                                |                                |                                |   |       |                                 |                                 | 4                               |                                 |                                 |  |    |                               |                               |                               |                               |                               |  |                      |                      |                 |                 |  |
|  | 13                             | Palestino                      | 1                              | 1                              | 2                              |   |       |                                 |                                 |                                 |                                 |                                 |  |    |                               |                               |                               |                               |                               |  |                      |                      |                 |                 |  |
|  | 13                             | Palestino                      | 1                              | 1                              | 2                              |   |       |                                 |                                 |                                 |                                 |                                 |  | 15 | Deportes Antofagasta          | 0                             | 1                             | 1                             |                               |  |                      |                      |                 |                 |  |
|  |                                |                                |                                |                                |                                |   |       |                                 |                                 |                                 |                                 |                                 |  | 15 | Deportes Antofagasta          | 0                             | 1                             | 1                             |                               |  |                      |                      |                 |                 |  |
|  |                                |                                | 14                             | Universidad de Chile           | 2                              | 0 | 2     |                                 |                                 |                                 |                                 |                                 |  |    |                               |                               |                               |                               |                               |  |                      |                      |                 |                 |  |
|  | 2                              | Audax Italiano                 | 14                             | Universidad de Chile           | 2                              | 0 | 2     | 0                               | 0                               | 0                               |                                 |                                 |  |    |                               |                               |                               |                               |                               |  |                      |                      |                 |                 |  |
|  | 2                              | Audax Italiano                 |                                |                                |                                |   |       |                                 |                                 | 0                               |                                 |                                 |  |    |                               |                               |                               |                               |                               |  |                      |                      |                 |                 |  |
|  | 14                             | Universidad de Chile           | 3                              | 1                              | 4                              |   |       |                                 |                                 |                                 |                                 |                                 |  |    |                               |                               |                               |                               |                               |  |                      |                      |                 |                 |  |
|  | 14                             | Universidad de Chile           | 3                              | 1                              | 4                              |   | 14    | Universidad de Chile            | 1                               | 2                               | 3                               |                                 |  |    |                               |                               |                               |                               |                               |  |                      |                      |                 |                 |  |
|  |                                |                                |                                |                                |                                |   | 14    | Universidad de Chile            | 1                               | 2                               | 3                               |                                 |  |    |                               |                               |                               |                               |                               |  |                      |                      |                 |                 |  |
|  |                                |                                | 9                              | San Luis                       | 0                              | 2 | 2     |                                 |                                 |                                 |                                 |                                 |  |    |                               |                               |                               |                               |                               |  |                      |                      |                 |                 |  |
|  | 9                              | San Luis                       | 9                              | San Luis                       | 0                              | 2 | 2     | 3                               | 4                               | 7                               |                                 |                                 |  |    |                               |                               |                               |                               |                               |  |                      |                      |                 |                 |  |
|  | 9                              | San Luis                       |                                |                                |                                |   |       |                                 |                                 | 7                               |                                 |                                 |  |    |                               |                               |                               |                               |                               |  |                      |                      |                 |                 |  |
|  | 10                             | Coquimbo Unido                 | 0                              | 1                              | 1                              |   |       |                                 |                                 |                                 |                                 |                                 |  |    |                               |                               |                               |                               |                               |  |                      |                      |                 |                 |  |
|  | 10                             | Coquimbo Unido                 | 0                              | 1                              | 1                              |   |       |                                 |                                 |                                 |                                 |                                 |  |    |                               |                               |                               |                               |                               |  | Universidad de Chile | Universidad de Chile | 1               |                 |  |
|  |                                |                                |                                |                                |                                |   |       |                                 |                                 |                                 |                                 |                                 |  |    |                               |                               |                               |                               |                               |  | Universidad de Chile | Universidad de Chile | 1               |                 |  |
|  |                                |                                | Santiago Wanderers             | Santiago Wanderers             | 3                              |   |       |                                 |                                 |                                 |                                 |                                 |  |    |                               |                               |                               |                               |                               |  |                      |                      |                 |                 |  |
|  | 5                              | Iberia                         | Santiago Wanderers             | Santiago Wanderers             | 3                              | 3 | 2     | 5                               |                                 |                                 |                                 |                                 |  |    |                               |                               |                               |                               |                               |  |                      |                      |                 |                 |  |
|  | 5                              | Iberia                         |                                |                                |                                |   |       |                                 |                                 |                                 |                                 |                                 |  |    |                               |                               |                               |                               |                               |  |                      |                      |                 |                 |  |
|  | 6                              | Colo-Colo                      | 2                              | 0                              | 2                              |   |       |                                 |                                 |                                 |                                 |                                 |  |    |                               |                               |                               |                               |                               |  |                      |                      |                 |                 |  |
|  | 6                              | Colo-Colo                      | 2                              | 0                              | 2                              |   | 5     | Iberia                          | 1                               | 1                               | 2 (3)                           |                                 |  |    |                               |                               |                               |                               |                               |  |                      |                      |                 |                 |  |
|  |                                |                                |                                |                                |                                |   | 5     | Iberia                          | 1                               | 1                               | 2 (3)                           |                                 |  |    |                               |                               |                               |                               |                               |  |                      |                      |                 |                 |  |
|  |                                |                                | 7                              | Santiago Wanderers             | 1                              | 1 | 2 (4) |                                 |                                 |                                 |                                 |                                 |  |    |                               |                               |                               |                               |                               |  |                      |                      |                 |                 |  |
|  | 3                              | O'Higgins                      | 7                              | Santiago Wanderers             | 1                              | 1 | 2 (4) | 0                               | 0                               | 0                               |                                 |                                 |  |    |                               |                               |                               |                               |                               |  |                      |                      |                 |                 |  |
|  | 3                              | O'Higgins                      |                                |                                |                                |   |       |                                 |                                 | 0                               |                                 |                                 |  |    |                               |                               |                               |                               |                               |  |                      |                      |                 |                 |  |
|  | 7                              | Santiago Wanderers             | 2                              | 2                              | 4                              |   |       |                                 |                                 |                                 |                                 |                                 |  |    |                               |                               |                               |                               |                               |  |                      |                      |                 |                 |  |
|  | 7                              | Santiago Wanderers             | 2                              | 2                              | 4                              |   |       |                                 |                                 |                                 |                                 |                                 |  | 7  | Santiago Wanderers            | 1                             | 0                             | 1 (5)                         |                               |  |                      |                      |                 |                 |  |
|  |                                |                                |                                |                                |                                |   |       |                                 |                                 |                                 |                                 |                                 |  | 7  | Santiago Wanderers            | 1                             | 0                             | 1 (5)                         |                               |  |                      |                      |                 |                 |  |
|  |                                |                                | 16                             | Huachipato                     | 1                              | 0 | 1 (3) |                                 |                                 |                                 |                                 |                                 |  |    |                               |                               |                               |                               |                               |  |                      |                      |                 |                 |  |
|  | 8                              | Universidad Católica           | 16                             | Huachipato                     | 1                              | 0 | 1 (3) | 1                               | 2                               | 3                               |                                 |                                 |  |    |                               |                               |                               |                               |                               |  |                      |                      |                 |                 |  |
|  | 8                              | Universidad Católica           |                                |                                |                                |   |       |                                 |                                 | 3                               |                                 |                                 |  |    |                               |                               |                               |                               |                               |  |                      |                      |                 |                 |  |
|  | 16                             | Huachipato                     | 1                              | 3                              | 4                              |   |       |                                 |                                 |                                 |                                 |                                 |  |    |                               |                               |                               |                               |                               |  |                      |                      |                 |                 |  |
|  | 16                             | Huachipato                     | 1                              | 3                              | 4                              |   | 16    | Huachipato                      | 3                               | 1                               | 4                               |                                 |  |    |                               |                               |                               |                               |                               |  |                      |                      |                 |                 |  |
|  |                                |                                |                                |                                |                                |   | 16    | Huachipato                      | 3                               | 1                               | 4                               |                                 |  |    |                               |                               |                               |                               |                               |  |                      |                      |                 |                 |  |
|  |                                |                                | 12                             | Unión San Felipe               | 1                              | 1 | 2     |                                 |                                 |                                 |                                 |                                 |  |    |                               |                               |                               |                               |                               |  |                      |                      |                 |                 |  |
|  | 1                              | Deportes Temuco                | 12                             | Unión San Felipe               | 1                              | 1 | 2     | 0                               | 0                               | 0                               |                                 |                                 |  |    |                               |                               |                               |                               |                               |  |                      |                      |                 |                 |  |
|  | 1                              | Deportes Temuco                |                                |                                |                                |   |       |                                 |                                 | 0                               |                                 |                                 |  |    |                               |                               |                               |                               |                               |  |                      |                      |                 |                 |  |
|  | 12                             | Unión San Felipe               | 0                              | 1                              | 1                              |   |       |                                 |                                 |                                 |                                 |                                 |  |    |                               |                               |                               |                               |                               |  |                      |                      |                 |                 |  |
|  | 12                             | Unión San Felipe               | 0                              | 1                              | 1                              |   |       |                                 |                                 |                                 |                                 |                                 |  |    |                               |                               |                               |                               |                               |  |                      |                      |                 |                 |  |
|  |                                |                                |                                |                                |                                |   |       |                                 |                                 |                                 |                                 |                                 |  |    |                               |                               |                               |                               |                               |  |                      |                      |                 |                 |  |

Nota: El equipo de mayor número finalizará su llave como local.

## Resultados de las fases finales

### Octavos de final
| Ida | Ida                  | Ida                                                            | Ida                  | Ida | Ida                        | Ida                | Ida          | Ida   | Ida                  |
|     | Local                | Resultado                                                      | Visitante            |     | Estadio                    | Árbitro            | Fecha        | Hora  | TV                   |
| --- | -------------------- | -------------------------------------------------------------- | -------------------- | --- | -------------------------- | ------------------ | ------------ | ----- | -------------------- |
|     | Deportes Temuco      | 0 - 0 Archivado el 24 de agosto de 2017 en Wayback Machine.    | Unión San Felipe     |     | Germán Becker              | Cristián Andaur    | 23 de agosto | 18:00 |                      |
|     | San Luis             | 3 - 0 Archivado el 24 de agosto de 2017 en Wayback Machine.    | Coquimbo Unido       |     | Lucio Fariña Fernández     | Franco Arrué       | 23 de agosto | 19:30 |                      |
|     | Universidad Católica | 1 - 1 Archivado el 24 de agosto de 2017 en Wayback Machine.    | Huachipato           |     | San Carlos de Apoquindo    | Patricio Polic     | 23 de agosto | 20:00 | CDF Premium · CDF HD |
|     | San Marcos de Arica  | 0 - 4 Archivado el 24 de agosto de 2017 en Wayback Machine.    | Deportes Antofagasta |     | Carlos Dittborn            | Angelo Hermosilla  | 23 de agosto | 21:30 |                      |
|     | Curicó Unido         | 2 - 1 Archivado el 30 de agosto de 2017 en Wayback Machine.    | Palestino            |     | La Granja                  | Cristián Andaur    | 29 de agosto | 20:00 | CDF Premium · CDF HD |
|     | Audax Italiano       | 0 - 3 Archivado el 31 de agosto de 2017 en Wayback Machine.    | Universidad de Chile |     | Bicentenario de La Florida | Patricio Polic     | 30 de agosto | 18:00 | CDF Premium · CDF HD |
|     | Iberia               | 3 - 2 Archivado el 31 de agosto de 2017 en Wayback Machine.    | Colo-Colo            |     | Ester Roa Rebolledo        | Francisco Gilabert | 30 de agosto | 20:30 | CDF Premium · CDF HD |
|     | O'Higgins            | 0 - 2 Archivado el 1 de septiembre de 2017 en Wayback Machine. | Santiago Wanderers   |     | El Teniente                | Jorge Osorio       | 31 de agosto | 16:30 | CDF Premium · CDF HD |

| Vuelta | Vuelta               | Vuelta                                                         | Vuelta               | Vuelta | Vuelta                     | Vuelta            | Vuelta          | Vuelta | Vuelta               |
|        | Local                | Resultado                                                      | Visitante            |        | Estadio                    | Árbitro           | Fecha           | Hora   | TV                   |
| ------ | -------------------- | -------------------------------------------------------------- | -------------------- | ------ | -------------------------- | ----------------- | --------------- | ------ | -------------------- |
|        | Unión San Felipe     | 1 - 0 Archivado el 31 de agosto de 2017 en Wayback Machine.    | Deportes Temuco      |        | Municipal de San Felipe    | Julio Bascuñán    | 30 de agosto    | 20:00  |                      |
|        | Coquimbo Unido       | 1 - 4 Archivado el 2 de septiembre de 2017 en Wayback Machine. | San Luis             |        | Francisco Sánchez Rumoroso | Angelo Hermosilla | 1 de septiembre | 20:00  |                      |
|        | Palestino            | 1 - 2 Archivado el 2 de septiembre de 2017 en Wayback Machine. | Curicó Unido         |        | Municipal de La Cisterna   | Julio Bascuñán    | 2 de septiembre | 12:00  | CDF Premium · CDF HD |
|        | Universidad de Chile | 1 - 0 Archivado el 3 de septiembre de 2017 en Wayback Machine. | Audax Italiano       |        | Nacional                   | Piero Maza        | 2 de septiembre | 19:00  | CDF Premium · CDF HD |
|        | Colo-Colo            | 0 - 2 Archivado el 4 de septiembre de 2017 en Wayback Machine. | Iberia               |        | Monumental                 | Patricio Polic    | 3 de septiembre | 17:00  | CDF Premium · CDF HD |
|        | Santiago Wanderers   | 2 - 0 Archivado el 4 de septiembre de 2017 en Wayback Machine. | O'Higgins            |        | Elías Figueroa Brander     | César Deischler   | 3 de septiembre | 20:00  | CDF Premium · CDF HD |
|        | Deportes Antofagasta | 4 - 2 Archivado el 7 de septiembre de 2017 en Wayback Machine. | San Marcos de Arica  |        | Calvo y Bascuñán           | Felipe González   | 6 de septiembre | 19:45  |                      |
|        | Huachipato           | 3 - 2 Archivado el 7 de septiembre de 2017 en Wayback Machine. | Universidad Católica |        | Huachipato-CAP Acero       | Julio Bascuñán    | 6 de septiembre | 20:00  | CDF Premium · CDF HD |

### Cuartos de final
| Ida | Ida              | Ida                                                             | Ida                  | Ida | Ida                      | Ida             | Ida              | Ida   | Ida    | Ida |
|     | Local            | Resultado                                                       | Visitante            |     | Estadio                  | Árbitro         | Fecha            | Hora  | TV     |     |
| --- | ---------------- | --------------------------------------------------------------- | -------------------- | --- | ------------------------ | --------------- | ---------------- | ----- | ------ | --- |
|     | Curicó Unido     | 1 - 1 Archivado el 14 de septiembre de 2017 en Wayback Machine. | Deportes Antofagasta |     | La Granja                | Franco Arrué    | 13 de septiembre | 17:30 | CDF HD |     |
|     | Unión San Felipe | 1 - 3 Archivado el 14 de septiembre de 2017 en Wayback Machine. | Huachipato           |     | Municipal de San Felipe  | Héctor Jona     | 13 de septiembre | 20:00 | CDF HD |     |
|     | San Luis         | 0 - 1 Archivado el 16 de septiembre de 2017 en Wayback Machine. | Universidad de Chile |     | Lucio Fariña Fernández   | Eduardo Gamboa  | 14 de septiembre | 17:30 | CDF HD |     |
|     | Iberia           | 1 - 1 Archivado el 16 de septiembre de 2017 en Wayback Machine. | Santiago Wanderers   |     | Municipal de Los Ángeles | Cristián Andaur | 14 de septiembre | 20:00 | CDF HD |     |

| Vuelta | Vuelta               | Vuelta                                                                   | Vuelta           | Vuelta | Vuelta                 | Vuelta            | Vuelta           | Vuelta | Vuelta | Vuelta |
|        | Local                | Resultado                                                                | Visitante        |        | Estadio                | Árbitro           | Fecha            | Hora   | TV     |        |
| ------ | -------------------- | ------------------------------------------------------------------------ | ---------------- | ------ | ---------------------- | ----------------- | ---------------- | ------ | ------ | ------ |
|        | Santiago Wanderers   | 1 - 1 Archivado el 28 de septiembre de 2017 en Wayback Machine. (4:3 p.) | Iberia           |        | Elías Figueroa Brander | Angelo Hermosilla | 27 de septiembre | 18:00  | CDF HD |        |
|        | Huachipato           | 1 - 1 Archivado el 28 de septiembre de 2017 en Wayback Machine.          | Unión San Felipe |        | Huachipato-CAP Acero   | Cristián Andaur   | 27 de septiembre | 21:00  | CDF HD |        |
|        | Deportes Antofagasta | 0 - 0 Archivado el 9 de octubre de 2017 en Wayback Machine. (4:2 p.)     | Curicó Unido     |        | Calvo y Bascuñán       | Piero Maza        | 8 de octubre     | 16:00  | CDF HD |        |
|        | Universidad de Chile | 2 - 2 Archivado el 10 de octubre de 2017 en Wayback Machine.             | San Luis         |        | Nacional               | César Deischler   | 9 de octubre     | 17:00  |        |        |

### Semifinales
| Ida | Ida                  | Ida                                                          | Ida                  | Ida | Ida                    | Ida            | Ida           | Ida   | Ida | Ida |
|     | Local                | Resultado                                                    | Visitante            |     | Estadio                | Árbitro        | Fecha         | Hora  | TV  |     |
| --- | -------------------- | ------------------------------------------------------------ | -------------------- | --- | ---------------------- | -------------- | ------------- | ----- | --- | --- |
|     | Santiago Wanderers   | 1 - 1 Archivado el 19 de octubre de 2017 en Wayback Machine. | Huachipato           |     | Elías Figueroa Brander | Eduardo Gamboa | 18 de octubre | 18:00 |     |     |
|     | Universidad de Chile | 2 - 0 Archivado el 19 de octubre de 2017 en Wayback Machine. | Deportes Antofagasta |     | Nacional               | Patricio Polic | 18 de octubre | 21:00 |     |     |

| Vuelta | Vuelta               | Vuelta                                                                | Vuelta               | Vuelta | Vuelta               | Vuelta         | Vuelta        | Vuelta | Vuelta | Vuelta |
|        | Local                | Resultado                                                             | Visitante            |        | Estadio              | Árbitro        | Fecha         | Hora   | TV     |        |
| ------ | -------------------- | --------------------------------------------------------------------- | -------------------- | ------ | -------------------- | -------------- | ------------- | ------ | ------ | ------ |
|        | Huachipato           | 0 - 0 Archivado el 26 de octubre de 2017 en Wayback Machine. (3:5 p.) | Santiago Wanderers   |        | Huachipato-CAP Acero | Jorge Osorio   | 25 de octubre | 18:00  | CDF HD |        |
|        | Deportes Antofagasta | 1 - 0 Archivado el 26 de octubre de 2017 en Wayback Machine.          | Universidad de Chile |        | Calvo y Bascuñán     | Julio Bascuñán | 25 de octubre | 21:15  |        |        |

### Final
| Final | Final                | Final                                                          | Final              | Final | Final               | Final          | Final           | Final | Final | Final |
|       | Local                | Resultado                                                      | Visitante          |       | Estadio             | Árbitro        | Fecha           | Hora  | TV    |       |
| ----- | -------------------- | -------------------------------------------------------------- | ------------------ | ----- | ------------------- | -------------- | --------------- | ----- | ----- | ----- |
|       | Universidad de Chile | 1 - 3 Archivado el 12 de noviembre de 2017 en Wayback Machine. | Santiago Wanderers |       | Ester Roa Rebolledo | Eduardo Gamboa | 11 de noviembre | 17:00 |       |       |

## Partido final de la Copa
| 25    | POR   | Johnny Herrera        |     |
| 6     | DEF   | Matías Rodríguez      |     |
| 2     | DEF   | Christian Vilches     |     |
| 18    | DEF   | Gonzalo Jara          |     |
| 15    | DEF   | Jean Beausejour       | 71' |
| 17    | MED   | Rafael Caroca         | 45' |
| 21    | MED   | Lorenzo Reyes         |     |
| 27    | MED   | Fabián Monzón         |     |
| 26    | DEL   | Nicolás Guerra        |     |
| 9     | DEL   | Mauricio Pinilla      | 28' |
| 28    | DEL   | Jonathan Zacaría      |     |
| D. T. | D. T. | Ángel Guillermo Hoyos |     |

| 25    | POR   | Gabriel Castellón |     |
| 2     | DEF   | Mario López       |     |
| 19    | DEF   | Ezequiel Luna     |     |
| 23    | DEF   | Andrés Robles     |     |
| 8     | MED   | Esteban Carvajal  |     |
| 3     | MED   | Adrián Cuadra     |     |
| 24    | MED   | Luis García       |     |
| 6     | MED   | Luis Pavez        |     |
| 7     | MED   | César Cortés      | 85' |
| 15    | DEL   | Jean Paul Pineda  | 90' |
| 10    | DEL   | Enzo Gutiérrez    | 80' |
| D. T. | D. T. | Nicolás Córdova   |     |

| 16 | DEL | Isaac Díaz    | 28' |
| 8  | MED | David Pizarro | 45' |
| 30 | MED | Yerko Leiva   | 71' |

| 21 | MED | Marco Medel     | 80' |
| 5  | DEF | Bernardo Cerezo | 85' |
| 12 | DEL | Roberto Saldías | 90' |

| 72' | David Pizarro | 1:3 |

| 34' · 51' · 70' (pen.) | Enzo Gutiérrez Jean Paul Pineda Enzo Gutiérrez | 0:1 0:2 0:3 |

| 12' · 21' · 31' · 66' · 69' · 90+3' | Jonathan Zacaría Jean Beausejour Isaac Díaz Rodrigo Echeverría Gonzalo Jara Lorenzo Reyes |

| 39' · 45+3' · 72' · 90+4' | Esteban Carvajal Ezequiel Luna Enzo Gutiérrez Andrés Robles |

| Principal  | Eduardo Gamboa |
| Asistentes | José Retamal   |
|            | Edson Cisterna |
| Cuarto     | Julio Bascuñán |

|                    |     |     |
| Tiros              | 13  | 12  |
| Tiros a puerta     | 5   | 6   |
| Faltas             | 11  | 15  |
| Saques de esquina  | 8   | 2   |
| Penaltis           | 0   | 1   |
| Fueras de juego    | 5   | 1   |
| Posesión del balón | 69% | 31% |

| Alineación inicial |

| 25    | POR   | Johnny Herrera        |     |
| 6     | DEF   | Matías Rodríguez      |     |
| 2     | DEF   | Christian Vilches     |     |
| 18    | DEF   | Gonzalo Jara          |     |
| 15    | DEF   | Jean Beausejour       | 71' |
| 17    | MED   | Rafael Caroca         | 45' |
| 21    | MED   | Lorenzo Reyes         |     |
| 27    | MED   | Fabián Monzón         |     |
| 26    | DEL   | Nicolás Guerra        |     |
| 9     | DEL   | Mauricio Pinilla      | 28' |
| 28    | DEL   | Jonathan Zacaría      |     |
| D. T. | D. T. | Ángel Guillermo Hoyos |     |

| 25    | POR   | Gabriel Castellón |     |
| 2     | DEF   | Mario López       |     |
| 19    | DEF   | Ezequiel Luna     |     |
| 23    | DEF   | Andrés Robles     |     |
| 8     | MED   | Esteban Carvajal  |     |
| 3     | MED   | Adrián Cuadra     |     |
| 24    | MED   | Luis García       |     |
| 6     | MED   | Luis Pavez        |     |
| 7     | MED   | César Cortés      | 85' |
| 15    | DEL   | Jean Paul Pineda  | 90' |
| 10    | DEL   | Enzo Gutiérrez    | 80' |
| D. T. | D. T. | Nicolás Córdova   |     |

| 16 | DEL | Isaac Díaz    | 28' |
| 8  | MED | David Pizarro | 45' |
| 30 | MED | Yerko Leiva   | 71' |

| 21 | MED | Marco Medel     | 80' |
| 5  | DEF | Bernardo Cerezo | 85' |
| 12 | DEL | Roberto Saldías | 90' |

| 72' | David Pizarro | 1:3 |

| 34' · 51' · 70' (pen.) | Enzo Gutiérrez Jean Paul Pineda Enzo Gutiérrez | 0:1 0:2 0:3 |

| 12' · 21' · 31' · 66' · 69' · 90+3' | Jonathan Zacaría Jean Beausejour Isaac Díaz Rodrigo Echeverría Gonzalo Jara Lorenzo Reyes |

| 39' · 45+3' · 72' · 90+4' | Esteban Carvajal Ezequiel Luna Enzo Gutiérrez Andrés Robles |

| Principal  | Eduardo Gamboa |
| Asistentes | José Retamal   |
|            | Edson Cisterna |
| Cuarto     | Julio Bascuñán |

|                    |     |     |
| Tiros              | 13  | 12  |
| Tiros a puerta     | 5   | 6   |
| Faltas             | 11  | 15  |
| Saques de esquina  | 8   | 2   |
| Penaltis           | 0   | 1   |
| Fueras de juego    | 5   | 1   |
| Posesión del balón | 69% | 31% |

| Alineación inicial |

| 25    | POR   | Johnny Herrera        |     |
| 6     | DEF   | Matías Rodríguez      |     |
| 2     | DEF   | Christian Vilches     |     |
| 18    | DEF   | Gonzalo Jara          |     |
| 15    | DEF   | Jean Beausejour       | 71' |
| 17    | MED   | Rafael Caroca         | 45' |
| 21    | MED   | Lorenzo Reyes         |     |
| 27    | MED   | Fabián Monzón         |     |
| 26    | DEL   | Nicolás Guerra        |     |
| 9     | DEL   | Mauricio Pinilla      | 28' |
| 28    | DEL   | Jonathan Zacaría      |     |
| D. T. | D. T. | Ángel Guillermo Hoyos |     |

| 25    | POR   | Gabriel Castellón |     |
| 2     | DEF   | Mario López       |     |
| 19    | DEF   | Ezequiel Luna     |     |
| 23    | DEF   | Andrés Robles     |     |
| 8     | MED   | Esteban Carvajal  |     |
| 3     | MED   | Adrián Cuadra     |     |
| 24    | MED   | Luis García       |     |
| 6     | MED   | Luis Pavez        |     |
| 7     | MED   | César Cortés      | 85' |
| 15    | DEL   | Jean Paul Pineda  | 90' |
| 10    | DEL   | Enzo Gutiérrez    | 80' |
| D. T. | D. T. | Nicolás Córdova   |     |

| 16 | DEL | Isaac Díaz    | 28' |
| 8  | MED | David Pizarro | 45' |
| 30 | MED | Yerko Leiva   | 71' |

| 21 | MED | Marco Medel     | 80' |
| 5  | DEF | Bernardo Cerezo | 85' |
| 12 | DEL | Roberto Saldías | 90' |

| 72' | David Pizarro | 1:3 |

| 34' · 51' · 70' (pen.) | Enzo Gutiérrez Jean Paul Pineda Enzo Gutiérrez | 0:1 0:2 0:3 |

| 12' · 21' · 31' · 66' · 69' · 90+3' | Jonathan Zacaría Jean Beausejour Isaac Díaz Rodrigo Echeverría Gonzalo Jara Lorenzo Reyes |

| 39' · 45+3' · 72' · 90+4' | Esteban Carvajal Ezequiel Luna Enzo Gutiérrez Andrés Robles |

| Principal  | Eduardo Gamboa |
| Asistentes | José Retamal   |
|            | Edson Cisterna |
| Cuarto     | Julio Bascuñán |

|                    |     |     |
| Tiros              | 13  | 12  |
| Tiros a puerta     | 5   | 6   |
| Faltas             | 11  | 15  |
| Saques de esquina  | 8   | 2   |
| Penaltis           | 0   | 1   |
| Fueras de juego    | 5   | 1   |
| Posesión del balón | 69% | 31% |

| Alineación inicial |

| 25    | POR   | Johnny Herrera        |     |
| 6     | DEF   | Matías Rodríguez      |     |
| 2     | DEF   | Christian Vilches     |     |
| 18    | DEF   | Gonzalo Jara          |     |
| 15    | DEF   | Jean Beausejour       | 71' |
| 17    | MED   | Rafael Caroca         | 45' |
| 21    | MED   | Lorenzo Reyes         |     |
| 27    | MED   | Fabián Monzón         |     |
| 26    | DEL   | Nicolás Guerra        |     |
| 9     | DEL   | Mauricio Pinilla      | 28' |
| 28    | DEL   | Jonathan Zacaría      |     |
| D. T. | D. T. | Ángel Guillermo Hoyos |     |

| 25    | POR   | Gabriel Castellón |     |
| 2     | DEF   | Mario López       |     |
| 19    | DEF   | Ezequiel Luna     |     |
| 23    | DEF   | Andrés Robles     |     |
| 8     | MED   | Esteban Carvajal  |     |
| 3     | MED   | Adrián Cuadra     |     |
| 24    | MED   | Luis García       |     |
| 6     | MED   | Luis Pavez        |     |
| 7     | MED   | César Cortés      | 85' |
| 15    | DEL   | Jean Paul Pineda  | 90' |
| 10    | DEL   | Enzo Gutiérrez    | 80' |
| D. T. | D. T. | Nicolás Córdova   |     |

| 16 | DEL | Isaac Díaz    | 28' |
| 8  | MED | David Pizarro | 45' |
| 30 | MED | Yerko Leiva   | 71' |

| 21 | MED | Marco Medel     | 80' |
| 5  | DEF | Bernardo Cerezo | 85' |
| 12 | DEL | Roberto Saldías | 90' |

| 72' | David Pizarro | 1:3 |

| 34' · 51' · 70' (pen.) | Enzo Gutiérrez Jean Paul Pineda Enzo Gutiérrez | 0:1 0:2 0:3 |

| 12' · 21' · 31' · 66' · 69' · 90+3' | Jonathan Zacaría Jean Beausejour Isaac Díaz Rodrigo Echeverría Gonzalo Jara Lorenzo Reyes |

| 39' · 45+3' · 72' · 90+4' | Esteban Carvajal Ezequiel Luna Enzo Gutiérrez Andrés Robles |

| Principal  | Eduardo Gamboa |
| Asistentes | José Retamal   |
|            | Edson Cisterna |
| Cuarto     | Julio Bascuñán |

|                    |     |     |
| Tiros              | 13  | 12  |
| Tiros a puerta     | 5   | 6   |
| Faltas             | 11  | 15  |
| Saques de esquina  | 8   | 2   |
| Penaltis           | 0   | 1   |
| Fueras de juego    | 5   | 1   |
| Posesión del balón | 69% | 31% |

| Alineación inicial |

## Campeón
|                                      |
| Campeón Santiago Wanderers 3° título |
|                                      |

## Estadísticas
Fecha de actualización: 11 de noviembre de 2017.
| Top 10           | Top 10               | Top 10 |
| ---------------- | -------------------- | ------ |
| Jugador          | Equipo               | Goles  |
| Jorge Ortega     | Huachipato           | 6      |
| Enzo Gutiérrez   | Santiago Wanderers   | 5      |
| Yeferson Soteldo | Huachipato           | 4      |
| Juan Leiva       | Audax Italiano       | 3      |
| Esteban Paredes  | Colo-Colo            | 3      |
| Iván Ledezma     | Coquimbo Unido       | 3      |
| Pablo Corral     | Deportes Antofagasta | 3      |
| Braulio Baeza    | Iberia               | 3      |
| Mauro Caballero  | San Luis             | 3      |
| Bryan Carrasco   | Audax Italiano       | 2      |

| Tabla de goleadores completa | Tabla de goleadores completa | Tabla de goleadores completa |
| Jugador                      | Equipo                       | Goles                        |
| ---------------------------- | ---------------------------- | ---------------------------- |
| Nelson Rebolledo             | Curicó Unido                 | 2                            |
| Gabriel Vargas               | Curicó Unido                 | 2                            |
| Paulo Magalhães              | Deportes Antofagasta         | 2                            |
| Pablo Soda                   | Deportes Antofagasta         | 2                            |
| John Jairo Mosquera          | Deportes La Serena           | 2                            |
| Pablo Calandria              | O'Higgins                    | 2                            |
| Roberto Gutiérrez            | Palestino                    | 2                            |
| Diego Cerón                  | Santiago Morning             | 2                            |
| Jean Paul Pineda             | Santiago Wanderers           | 2                            |
| Miguel Orellana              | Unión San Felipe             | 2                            |
| Emmanuel Pío                 | Unión San Felipe             | 2                            |
| Diego Buonanotte             | Universidad Católica         | 2                            |
| Carlos Espinosa              | Universidad Católica         | 2                            |
| Isaac Díaz                   | Universidad de Chile         | 2                            |
| Nicolás Guerra               | Universidad de Chile         | 2                            |
| Fabián Monzón                | Universidad de Chile         | 2                            |
| Mauricio Pinilla             | Universidad de Chile         | 2                            |
| Sergio Santos                | Audax Italiano               | 1                            |
| Allan Luttecke               | Barnechea                    | 1                            |
| Manuel Rivera                | Barnechea                    | 1                            |
| Lucas Simón                  | Cobreloa                     | 1                            |
| Ever Cantero                 | Cobresal                     | 1                            |
| Jorge Romo                   | Cobresal                     | 1                            |
| Gonzalo Fierro               | Colo-Colo                    | 1                            |
| Nicolás Maturana             | Colo-Colo                    | 1                            |
| Gabriel Suazo                | Colo-Colo                    | 1                            |
| Jaime Valdés                 | Colo-Colo                    | 1                            |
| Camilo Melivilú              | Coquimbo Unido               | 1                            |
| Leandro Reymúndez            | Coquimbo Unido               | 1                            |
| José Luis Silva              | Curicó Unido                 | 1                            |
| Francisco Ronaldo Silva      | Curicó Unido                 | 1                            |
| Gary Tello                   | Curicó Unido                 | 1                            |
| Mario Briceño                | Deportes Antofagasta         | 1                            |
| Flavio Ciampichetti          | Deportes Antofagasta         | 1                            |
| Germán Estigarribia          | Deportes Antofagasta         | 1                            |
| Jason Flores                 | Deportes Antofagasta         | 1                            |
| Luis Valenzuela              | Deportes Antofagasta         | 1                            |
| Juan Manuel Gómez            | Deportes Copiapó             | 1                            |
| Nicolás Millán               | Deportes Copiapó             | 1                            |
| Hans Salinas                 | Deportes Iquique             | 1                            |
| Albano Becica                | Deportes La Serena           | 1                            |
| Jonathan Suazo               | Deportes La Serena           | 1                            |
| Matías Donoso                | Deportes Temuco              | 1                            |
| Rubén Farfán                 | Deportes Temuco              | 1                            |
| Danilo Catalán               | Deportes Valdivia            | 1                            |
| Raúl Becerra                 | Everton                      | 1                            |
| Juan Cuevas                  | Everton                      | 1                            |
| Lucas Mugni                  | Everton                      | 1                            |
| José Bizama                  | Huachipato                   | 1                            |
| Juan Córdova                 | Huachipato                   | 1                            |
| Javier Parraguez             | Huachipato                   | 1                            |
| César Valenzuela             | Huachipato                   | 1                            |
| Joaquín Verdugo              | Huachipato                   | 1                            |
| Giovanni Asken               | Iberia                       | 1                            |
| Alexis Delgado               | Iberia                       | 1                            |
| Mauricio Gómez               | Iberia                       | 1                            |
| Diego González               | Iberia                       | 1                            |
| Marcelo Jorquera             | Iberia                       | 1                            |
| Diego Opazo                  | Iberia                       | 1                            |
| Mario Pardo                  | Iberia                       | 1                            |
| Álvaro López                 | Magallanes                   | 1                            |
| Fabricio Fontanini           | O'Higgins                    | 1                            |
| Martín Rolle                 | O'Higgins                    | 1                            |
| Fabián Carmona               | Palestino                    | 1                            |
| Richard Paredes              | Palestino                    | 1                            |
| Yerko Rojas                  | Palestino                    | 1                            |
| Diego García                 | Rangers                      | 1                            |
| Manuel Bravo                 | San Luis                     | 1                            |
| Álvaro Césped                | San Luis                     | 1                            |
| Ronald González              | San Luis                     | 1                            |
| Ignacio Lara                 | San Luis                     | 1                            |
| Gerson Martínez              | San Luis                     | 1                            |
| Felipe Saavedra              | San Luis                     | 1                            |
| Alejandro Gaete              | San Marcos de Arica          | 1                            |
| Sebastián González           | San Marcos de Arica          | 1                            |
| Leonardo Olivera             | San Marcos de Arica          | 1                            |
| Octavio Pozo                 | San Marcos de Arica          | 1                            |
| Jorge Gatica                 | Santiago Morning             | 1                            |
| Bernardo Cerezo              | Santiago Wanderers           | 1                            |
| Mario López                  | Santiago Wanderers           | 1                            |
| Ezequiel Luna                | Santiago Wanderers           | 1                            |
| Luis Pavez                   | Santiago Wanderers           | 1                            |
| Francisco Piña               | Santiago Wanderers           | 1                            |
| Roberto Saldías              | Santiago Wanderers           | 1                            |
| Carlos Muñoz                 | Unión Española               | 1                            |
| César Pinares                | Unión Española               | 1                            |
| Gonzalo Abán                 | Unión La Calera              | 1                            |
| Rafael Viotti                | Unión La Calera              | 1                            |
| Ricardo González             | Unión San Felipe             | 1                            |
| Cristián Álvarez             | Universidad Católica         | 1                            |
| Germán Lanaro                | Universidad Católica         | 1                            |
| Jeisson Vargas               | Universidad Católica         | 1                            |
| Francisco Arancibia          | Universidad de Chile         | 1                            |
| Leandro Benegas              | Universidad de Chile         | 1                            |
| Yerko Leiva                  | Universidad de Chile         | 1                            |
| David Pizarro                | Universidad de Chile         | 1                            |
| Matías Rodríguez             | Universidad de Chile         | 1                            |
| Sebastián Ubilla             | Universidad de Chile         | 1                            |

     Máximo goleador de la Copa Chile 2017.

### Autogoles
Actualizado el 23 de julio de 2017.
| Jugador           | Equipo                    | Autogoles |
| Alejandro Camargo | Universidad de Concepción | 1         |

     Máximo(s) anotador(es) en propia puerta.

### Tripletas, pókers o manos
Aquí se encuentra la lista de tripletas o hat-tricks, póker de goles y manos (en general, tres o más goles anotados por un jugador en un mismo encuentro) convertidos en la copa.
| Fecha     | Jugador    | Goles             | Local          | Resultado | Visitante | Jornada               |
| --------- | ---------- | ----------------- | -------------- | --------- | --------- | --------------------- |
| 22/7/2017 | Juan Leiva | 45' · 77' · 90+4' | Audax Italiano | 4 - 1     | Barnechea | Primera fase (vuelta) |

## Asistencia en los estadios

### 20 partidos con mejor asistencia
Fecha de actualización: 25 de octubre de 2017
| Fecha            | Estadio                             | Ciudad                | Local                 | Visita                | Público |
| ---------------- | ----------------------------------- | --------------------- | --------------------- | --------------------- | ------- |
| Primera fase     | Nacional                            | Santiago (Ñuñoa)      | Universidad de Chile  | Ñublense              | 31.879  |
| Cuartos de final | Nacional                            | Santiago (Ñuñoa)      | Universidad de Chile  | San Luis              | 28.098  |
| Octavos de final | Nacional                            | Santiago (Ñuñoa)      | Universidad de Chile  | Audax Italiano        | 23.098  |
| Semifinal        | Nacional                            | Santiago (Ñuñoa)      | Universidad de Chile  | Deportes Antofagasta  | 22.207  |
| Primera fase     | Monumental                          | Santiago (Macul)      | Colo Colo             | Deportes La Serena    | 15.274  |
| Octavos de final | Monumental                          | Santiago (Macul)      | Colo Colo             | Iberia                | 12.477  |
| Octavos de final | Ester Roa Rebolledo                 | Concepción            | Iberia                | Colo Colo             | 12.210  |
| Primera fase     | La Portada                          | La Serena             | Deportes La Serena    | Colo Colo             | 9.174   |
| Primera fase     | Bicentenario Nelson Oyarzún Arenas  | Chillán               | Ñublense              | Universidad de Chile  | 7.758   |
| Semifinal        | Bicentenario Calvo y Bascuñán       | Antofagasta           | Deportes Antofagasta  | Universidad de Chile  | 6.824   |
| Octavos de final | Bicentenario Elías Figueroa Brander | Valparaíso            | Santiago Wanderers    | O'Higgins             | 5.646   |
| Primera fase     | Bicentenario Elías Figueroa Brander | Valparaíso            | Santiago Wanderers    | Cobresal              | 5.445   |
| Primera fase     | Bicentenario Chinquihue             | Puerto Montt          | Deportes Puerto Montt | Deportes Temuco       | 5.187   |
| Cuartos de final | Bicentenario Elías Figueroa Brander | Valparaíso            | Santiago Wanderers    | Iberia                | 4.893   |
| Octavos de final | Bicentenario de La Florida          | Santiago (La Florida) | Audax Italiano        | Universidad de Chile  | 4.874   |
| Semifinal        | Bicentenario Elías Figueroa Brander | Valparaíso            | Santiago Wanderers    | Huachipato            | 4.595   |
| Primera fase     | Bicentenario Fiscal                 | Talca                 | Rangers               | Universidad Católica  | 4.556   |
| Primera fase     | Bicentenario Germán Becker          | Temuco                | Deportes Temuco       | Deportes Puerto Montt | 4.438   |
| Primera fase     | San Carlos de Apoquindo             | Santiago (Las Condes) | Universidad Católica  | Rangers               | 4.083   |
| Octavos de final | San Carlos de Apoquindo             | Santiago (Las Condes) | Universidad Católica  | Huachipato            | 4.064   |